# El cofre volador
El cofre volador (Den flyvende Kuffert) es un cuento de hadas del escritor y poeta danés Hans Christian Andersen, famoso por sus cuentos para niños. Fue publicado por primera vez en 1839.
El cuento El cofre volador es el n.º 16 de la colección de Andersen.

## Trama
Al morir un rico comerciante, legó una inmensa fortuna a su hijo. Sin embargo, este se dedicó a gastar todo lo que tenía y, para cuando quiso darse cuenta, lo había perdido todo. Apiadándose de él, uno de sus amigos le obsequió con un cofre mágico, un cofre volador. Subido en él emprendió un viaje a tierras lejanas donde conoció a una princesa de la que se enamora. Haciéndose pasar por el dios de los turcos, consigue ser aceptado por sus padres y se planea la boda. Pero nuevamente, se volvió despreocupado con sus propiedades y perdió el cofre, que se consumió en un incendio en el bosque. Y sin él, no podía regresar con la princesa del modo que le había prometido: volando hasta el tejado. Sin aprender de sus errores, otra vez lo perdió todo; y de este modo, la leyenda que pesaba sobre la princesa, según la cual el hombre del que se enamorara la haría muy infeliz, se cumplió, ya que no volvió a verlo.

## Publicación
El cofre volador fue publicado por primera vez el 19 de octubre de 1839 por C.A. Reitzel en Copenhague en la colección Cuentos de hadas contados para niños. Nueva colección. Segundo tomo. 1839. (Eventyr, fortalte for Børn. Ny Samling. Andet Hefte. 1839.). Fue reeditado el 18 de diciembre de 1849 en Cuentos de hadas. 1850 (Eventyr. 1850.) y de nuevo el 15 de diciembre de 1862 en la colección Cuentos e historias de hadas. 1862. (Eventyr og Historier. Første Bind. 1862.).

## Adaptaciones
- Andrew Lang incluyó el cuento en El libro rosa de las hadas (The Pink Fairy Book).